# Oeiras
Pour les articles homonymes, voir Oeiras (homonymie).
Oeiras est une freguesia et une municipalité portugaise située à l’ouest de l’agglomération de Lisbonne au Portugal.

## Histoire
L’établissement de cette freguesia remonte à 1208 quand la région a été reconquise par les chrétiens. Le município a été créé en 1759 par le marquis de Pombal, en récompense du roi Joseph Ier de Portugal envers son ministre pour avoir reconstruit le centre de Lisbonne après le tremblement de terre de 1755.
Oeiras était une des forteresses faisant partie de la défense maritime de Lisbonne, construites entre le XVIe et le XVIIe siècles, comme le fort de Saint-Laurent de Bugio (pt) sur une petite île au milieu du Tage et le fort de fort de Saint-Julien de Barra (pt), deux exemples de l’architecture militaire de la Renaissance.

## Économie
Oeiras possède de nombreuses activités industrielles, commerciales et militaires, telles que :
- les sièges de SIC et TVI, les deux principales chaînes de télévision portugaises ;
- Taguspark, un parc à thèmes scientifiques et technologiques ;
- l’Estádio Nacional Do Jamor ;
- l’Instituto Gulbenkian de Ciência (un organisme de recherche privée) ;
- le Joint Command Lisbon de l’Organisation du traité de l'Atlantique nord ;
- l’école Escola Náutica Infante D. Henrique ;
- l’Estação Agronómica Nacional, un centre national de recherche agronomique.

## Freguesias
Oeiras possède dix freguesias :
- Algés
- Barcarena
- Carnaxide
- Caxias
- Cruz Quebrada - Dafundo
- Linda-a-Velha
- Oeiras e São Julião da Barra
- Paço de Arcos
- Porto Salvo
- Queijas

## Film tourné à Oeiras
- 1936 : Bocage de José Leitão de Barros

## Phares sur le territoire d'Oeiras
- Phare de São Julião
- Phare de Bugio
- Phare de Gibalta
- Phare d'Esteiro
- Phare de Mama